# Mălina Olinescu
Mălina Olinescu (Boekarest, 21 januari 1974 – aldaar, 12 december 2011) was een Roemeens zangeres.
Ze was de dochter van Doina Spătaru (zangeres, sacrale muziek) en Boris Olinescu (acteur). Mălina begon met zingen vanaf haar 5e. Na haar lyceum zong ze in een club in Boekarest, en deed ze aan verschillende lokale festivals mee. Ze studeerde taalkunde aan het lyceum Julea Hasdeu te Boekarest.
In 2000 trouwde zij met Dan Stesco, keyboardspeler van de band Compact. Het huwelijk strandde in 2007. Na het winnen van het nationale songfestival, waardoor ze kon deelnemen aan het Eurovisiesongfestival van 1998 werd ze ook internationaal bekend. Met het liedje Eu cred, wat Ik geloof betekent, eindigde zij op de 22e plaats, boven Hongarije, Frankrijk en Zwitserland. Ze kreeg in totaal zes punten, enkel van Israël. In 2003 deed ze mee aan het nationaal songfestival met het lied 'Tacerea doare' (Stilte doet pijn).
Doordat zij geen contract kreeg bij een platenmaatschappij, raakte zij depressief. Zij pleegde uiteindelijk zelfmoord door van het balkon van haar appartement op de zesde verdieping te springen.. Deze daad lijkt veel op wat haar vader overkwam. Hij viel tijdens reparatiewerkzaamheden uit het raam van zijn appartement op de tiende verdieping, toen Mălina zeven jaar was..